# Rosie White
Rosemary Eleanor Florence White, meglio conosciuta come Rosie White (Auckland, 6 giugno 1993), è una calciatrice neozelandese, attaccante dell'OL Reign e della nazionale neozelandese.

## Carriera

### Nazionale
Rosie White viene convocata dal 2008 per vestire la maglia delle giovanili per rappresentare la Nuova Zelanda nella formazione Under-17 per l'edizione 2008 del Campionato mondiale femminile Under 17 di calcio, dove il 4 novembre si rende protagonista di una tripletta con la quale la propria nazionale si impone per 3-1 sulle pari età della Colombia.
Sempre lo stesso anno è inserita in rosa nella formazione Under-20 che partecipa al Mondiale di categoria 2008 e anche qui segna una tripletta nell'incontro vinto per 4-3 sulle pari età del Cile il 22 novembre.
Le prestazioni offerte nelle nazionali giovanili convincono la Federazione calcistica della Nuova Zelanda a inserirla in rosa con la nazionale maggiore dall'anno seguente, contribuendo a conquistare due volte la Coppa delle nazioni oceaniane femminile, nel 2010 e 2014, con la conseguente qualificazione ai Mondiali di Germania 2011 e Canada 2015.

## Palmarès
(parziale)

### Nazionale
- Coppa delle nazioni oceaniane femminile: 3

2010, 2014, 2018

### Individuale
- Capocannoniere del Campionato oceaniano femminile Under 20 di calcio: 1

2012 (8 reti)